# 硫化ポロニウム
硫化ポロニウム (りゅうかポロニウム、PoS) は、ポロニウムと硫黄の無機化合物である。 放射性物質で、黒い結晶を形成する。  

## 合成方法
- 硫化水素をポロニウム (II) 塩の酸性溶液に通す [4] [5]

{\displaystyle {\ce {PoCl2 + H2S -> PoS + 2HCl}}}
- 硫化アンモニウム水溶液と水酸化ポロニウム (II) を反応させる

{\displaystyle {\ce {(NH4)2S + Po(OH)2 -> 2NH3 + 2H2O + PoS}}}

## 物理的特性
水、硫化アンモニウム、エタノール、アセトン、トルエンに不溶性の黒色結晶を形成する。

## 化学的特性
強力な還元剤で、塩素水溶液、臭素水溶液、次亜塩素酸ナトリウム、王水によって酸化される。加熱に対して不安定で、真空中で274.85°Cに加熱すると、単体のポロニウムと硫黄に分解する。 またポロニウムのイオン化傾向が銀と同じくらいなため、溶液を電気分解することで容易に単体を得ることができる。
{\displaystyle {\ce {PoS -> Po + S}}}
- 濃酸との反応

{\displaystyle {\ce {PoS + 2HCl -> PoCl2 + H2S}}}

## 用途
ポロニウムの分離と精製に使用される。